# Wolfgang Krieger (Historiker)

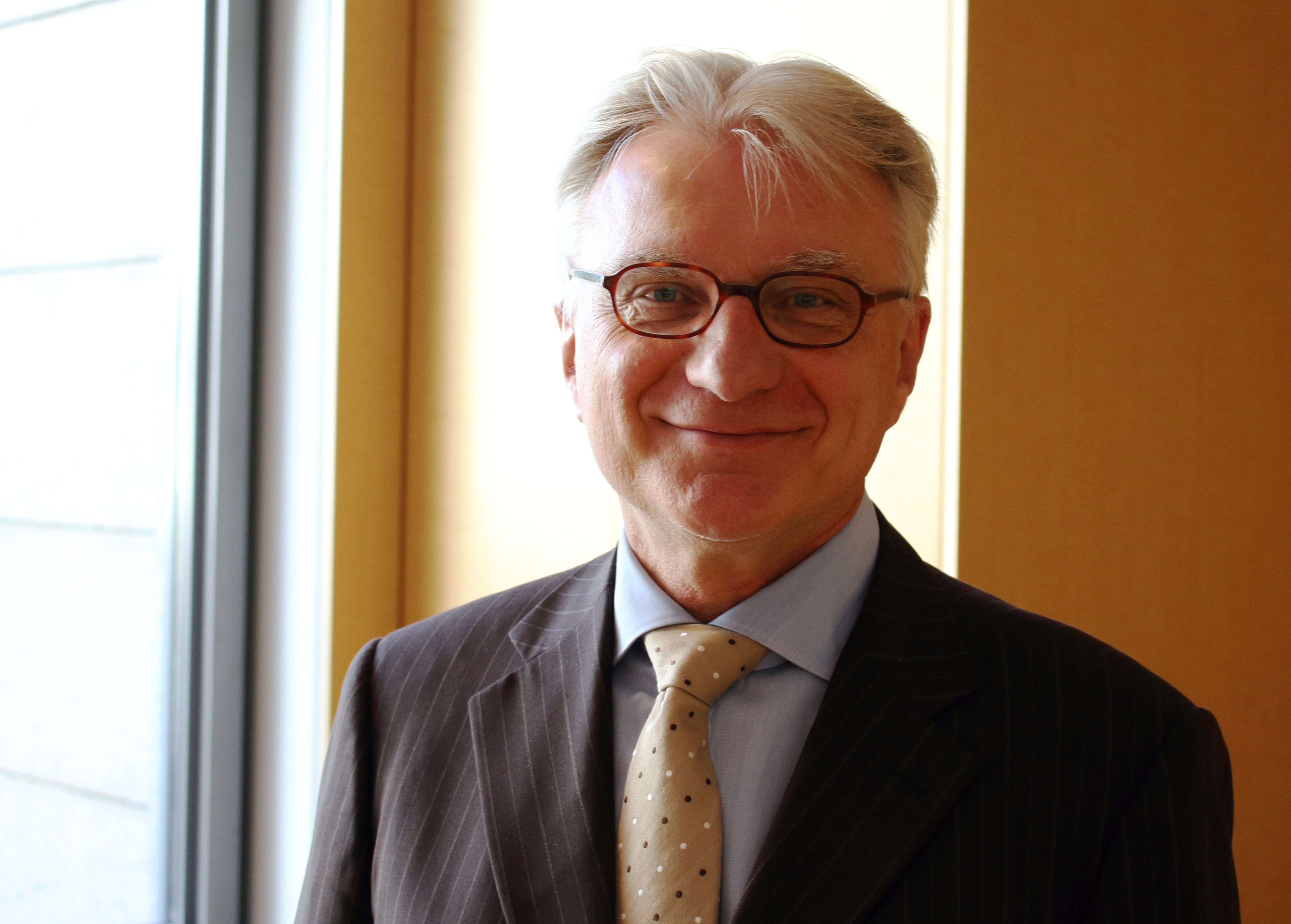
Wolfgang Krieger 2015

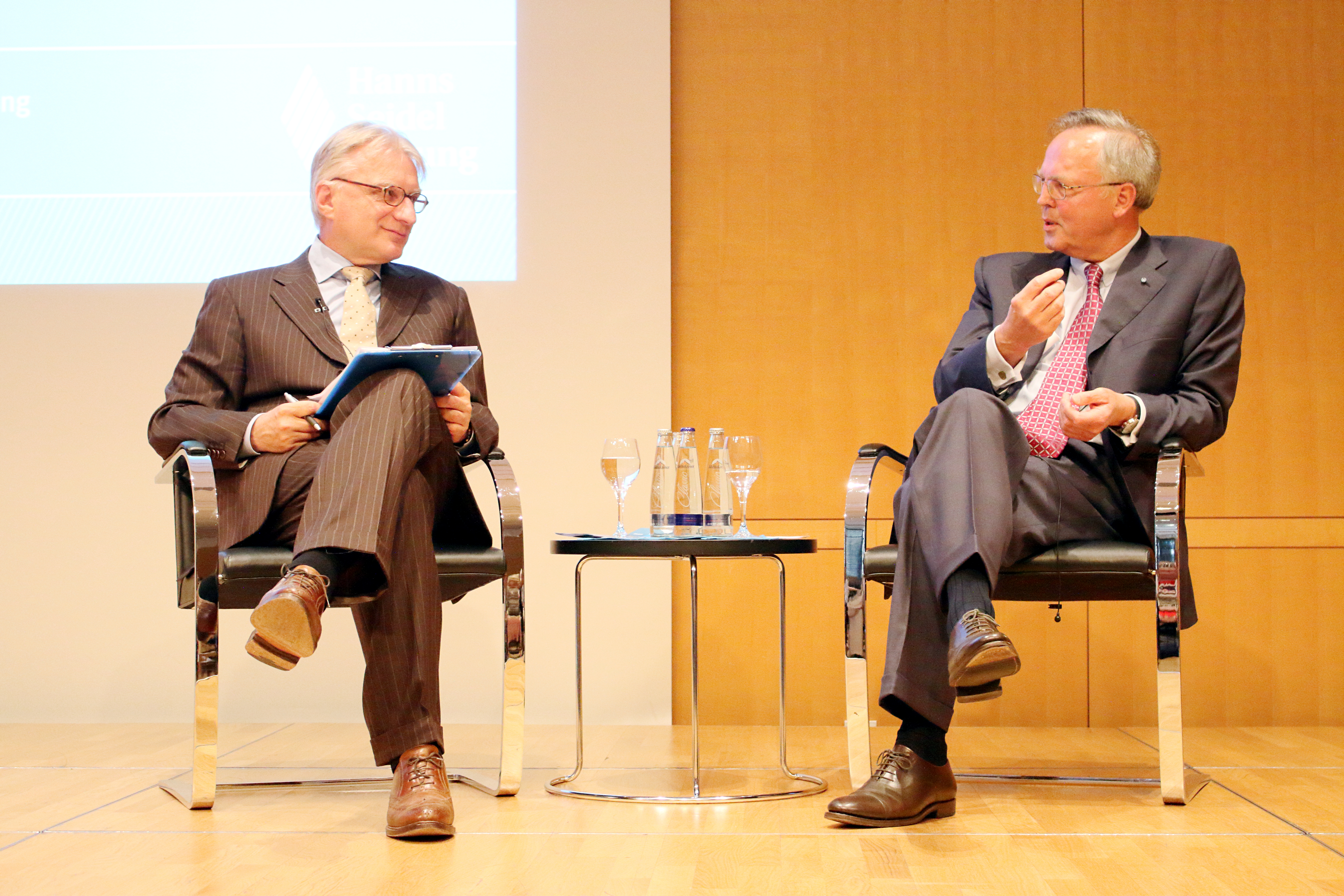
Krieger im Gespräch mit Horst Möller

Wolfgang Krieger (* 29. Oktober 1947 in München) ist ein deutscher Historiker. Er ist emeritierter Professor für Neuere Geschichte und Geschichte der internationalen Beziehungen an der Philipps-Universität Marburg.

## Leben
Krieger studierte Geschichte, Anglistik und Politikwissenschaft an der Universität München, wo er 1973 das Staatsexamen in Geschichte und Englisch ablegte und 1977 promoviert wurde. Zwischenzeitlich hatte er ein Doktorandenstipendium der Friedrich-Ebert-Stiftung und ein Stipendium der VolkswagenStiftung für ein Fellowship am St Antony’s College der Universität Oxford.
Als Wissenschaftlicher Mitarbeiter an der Universität der Bundeswehr München von 1977 bis 1985 war er 1983/1984 auch Fellow an der Harvard University. 1985–1986 war er Mitarbeiter des Instituts für Zeitgeschichte in München und von 1986 bis 1995 Wissenschaftlicher Referent der Stiftung Wissenschaft und Politik in Ebenhausen. 1987 wurde er nach der Habilitation Privatdozent an der Universität München. 1995 erhielt er den Alois-Mertes-Preis des Deutschen Historischen Instituts in Washington. 1994 wurde er außerplanmäßiger Professor an der Universität München und folgte 1995 einem Ruf als ordentlicher Professor nach Marburg. 1999–2000 war er DAAD-Gastprofessor an der University of Toronto. 2005–2012 hatte er Gastprofessuren am Institut d’études politiques, Paris („Sciences Po“).
Krieger hat sich auf die Geschichte der geheimen Nachrichtendienste und der transatlantischen Beziehungen spezialisiert. Im Januar 2011 erhielt er zusammen mit Jost Dülffer, Klaus-Dietmar Henke und Rolf-Dieter Müller einen Studienauftrag zur Erforschung der Geschichte des Bundesnachrichtendienstes in der Zeit von 1945 bis 1968.

## Ausschüsse und Mitgliedschaften
- Seit 1987 Mitglied des International Institute for Strategic Studies in London
- Mitgründer und 1999–2007 Vorsitzender des Arbeitskreises Geschichte der Nachrichtendienste
- Vertrauensdozent der Friedrich-Ebert-Stiftung an der Universität Marburg, 1996–2013
- 2000–2006 Mitglied der DAAD-Auswahlkommission für Gastlehrstühle in den USA
- 2000–2006 Mitglied der DAAD-Auswahlkommission für DAAD-„German Studies“-Dozenturen in den USA
- 2004–2013 Mitglied des Auswahlausschusses für Stipendien der Friedrich-Ebert-Stiftung
- Seit 2008 Mitglied im Centre d’études d’histoire de la défense des französischen Verteidigungsministeriums
- 2021–2025 DAAD-Kommissionsmitglied für die deutschen John-F.-Kennedy Gedächtnisstipendien
- Weitere Mitgliedschaften: Verband der Historiker Deutschlands, Gesprächskreis Nachrichtendienste in Deutschland (stellvertretender Vorsitzender)[2], International Intelligence History Association.

## Veröffentlichungen (Auswahl)
- Labour Party und Weimarer Republik (1918–1924), Verlag Neue Gesellschaft, Bonn 1978.
- General Lucius D. Clay und die amerikanische Deutschlandpolitik, 1945–1949. Klett-Cotta, Stuttgart 1987, 2. Aufl. 1988.
- mit Simon Duke (Hrsg.): US Military Forces in Europe. The Early Years, 1945–1970, Westview Press, Boulder CO 1993.
- Franz Josef Strauß – Der barocke Demokrat aus Bayern, Muster-Schmidt Verlag, Göttingen 1995.
- mit Jürgen Weber (Hrsg.): Spionage für den Frieden? Nachrichtendienste in Deutschland während des Kalten Krieges (= Akademiebeiträge zur politischen Bildung. Band 30). Olzog, München 1996, ISBN 3-7892-9280-X.
- mit Günter Bischof (Hrsg.): Die Invasion in der Normandie 1944. Internationale Perspektiven, Studien Verlag, Innsbruck 2001.
- (Hrsg.): Geheimdienste in der Weltgeschichte. Spionage und verdeckte Aktionen von der Antike bis zur Gegenwart. Beck, München 2003, ISBN 3-406-50248-2 (In tschechischer Sprache: Tajné služby ve světových dějinách špionáže a utajené akce od antiky po současnost. Z německého originálu přeložil Eduard Světlík. Fontána, Olmütz 2006, ISBN 80-7336-300-3).
- Geschichte der Geheimdienste. Von den Pharaonen bis zur CIA (= Beck’sche Reihe. 1891). Beck, München 2009, ISBN 978-3-406-58387-2 (Mehrere deutschsprachige Auflagen; in französischer Sprache: Services secrets. Une histoire, des pharaons à la CIA. Traduit de l’allemand par Tilman Chazal et Prune Le Bourdon. CNRS, Paris 2010, ISBN 978-2-271-06953-5; in tschechischer Sprache: Dějiny tajných služeb. Od faraonů k CIA. Z německého originálu přeložila Jana Gruberová. Vyšehrad, Prag 2011, ISBN 978-80-7429-170-8; in italienischer Sprache: Storia dei servizi segreti. Dai faraoni alla CIA (= Passato prossimo. Nr. 13). Traduzione di Lidia Anzivino e Andrea Gilardoni. Mimesis, Mailand u. a. 2013, ISBN 978-88-575-1712-4).
- mit Jost Dülffer, Klaus-Dietmar Henke, Rolf-Dieter Müller (Hrsg.): Veröffentlichungen der Unabhängigen Historikerkommission zur Erforschung der Geschichte des Bundesnachrichtendienstes 1945–1968. 15 Bände. Ch. Links Verlag, Berlin 2016–2022, DNB 1116375850.
- Partnerdienste. Die Beziehungen des BND zu den westlichen Geheimdiensten 1946–1968 (= Veröffentlichungen der Unabhängigen Historikerkommission zur Erforschung der Geschichte des Bundesnachrichtendienstes 1945–1968. Band 12). Ch. Links, Berlin 2021, ISBN 978-3-96289-088-9.
- Die Auslandsaufklärung des BND. Operationen, Analysen, Netzwerke in Verbindung (= Veröffentlichungen der Unabhängigen Historikerkommission zur Erforschung der Geschichte des Bundesnachrichtendienstes 1945–1968. Band 13). Ch. Links, Berlin 2021, ISBN 978-3-96289-118-3.
- Die deutschen Geheimdienste. Vom Wiener Kongress bis zum Cyber War (= C.H. Beck Wissen. 2922). Beck, München 2021, ISBN 978-3-406-76432-5.